# Charley Boorman
Charley Boorman [ˈtʃɑrli ˈbʊərmən] (London, 1966. augusztus 23. –) angol színész, John Boorman filmrendező fia.

## Karrierje
Édesapjának köszönhetően, már gyermekként filmszerepeket kapott, első filmje a Gyilkos túra 1972-ben. Később a szintén édesapja által rendezett Excalibur, majd a Smaragderdő című filmben is szerepelt. 2004-ben, barátjával Ewan McGregorral Londonból indulva Európán és Szibérián át motorral eljutott New Yorkig, erről Hosszú motorozás címen készült televíziós műsor.
2006-ban Charley részt vett a Dakar-ralin, melyet a Race To Dakar műsor követett végig. Ezt követte a Hosszú motorozás lefelé mely Ewannel megtett, Londontól Fokvárosig tartó útját mutatja be.

## Filmográfia
- Gyilkos túra, 1972
- Excalibur, 1981
- Smaragderdő, 1985
- A kígyó csókja, 1997
- Hosszú motorozás, 2004
- Race to Dakar, 2006
- Hosszú motorozás lefelé, 2007
- Bármi áron, 2008
- Bármi áron 2, 2009

## Kötetei magyarul
- Ewan McGregor–Charley Boorman: A hosszabb úton. Árnyékunk nyomában a Föld körül; közrem. Robert Uhlig, ford. Szieberth Ádám; Konkrét Könyvek, Bp., 2005
- Ewan McGregor–Charley Boorman: A hosszabb úton Afrikába. John O’Groatstól Fokvárosig; közrem. Jeff Gulvin, ford. Vándor Judit; Konkrét Könyvek, Bp., 2008